# Роквилл (Индиана)
Роквилл (англ. Rockville) — город и административный центр округа Парк в штате Индиана в Соединённых Штатах Америки.
Согласно данным переписи населения США 2020 года число жителей города 
составляло 2510 человек, что, для такого небольшого населённого пункта, существенно меньше (− 3.7%), чем было во время предыдущей переписи проводившейся в 2010 году (2607 человек).
Город также известен как «Мировая столица крытых мостов».

## История
Роквилл был заложен в 1824 году, через три года после основания округа Парк и вскоре стал административным центром округа. В 1825 году население города составляло чуть более 500 человек.
Несколько архитектурных объектов города включены в Национальный реестр исторических мест США.

## География
Роквилл расположен на пересечении трасс U.S. Route 36 и U.S. Route 41, примерно в 30 милях (48 км) к юго-западу от Кроуфордсвилля.
Согласно данным Бюро переписи населения США от 2010 года, Роквилл имеет общую площадь 1,49 квадратных миль (3,86 км2), всю эту территорию занимает суша.

## Климат
Климат в этой области характеризуется жарким влажным летом и, как правило, мягкой или прохладной зимой. Согласно системе классификации климатов Кёппена, в Роквилле влажный субтропический климат, сокращенно обозначаемый аббревиатурой «Cfa» на климатических картах.